# North Chevy Chase
North Chevy Chase é uma aldeia localizada no estado americano de Maryland, no Condado de Montgomery.

## Demografia
Segundo o censo americano de 2000, a sua população era de 465 habitantes. Em 2006, foi estimada uma população de 477, um aumento de 12 (2.6%).

## Geografia
De acordo com o United States Census Bureau, a localidade tem uma área de 0,3 km².

## Localidades na vizinhança
O diagrama seguinte representa as localidades num raio de 4 km ao redor de North Chevy Chase.